# Anaxagorea angustifolia
Anaxagorea angustifolia är en kirimojaväxtart som beskrevs av Timmerman. Anaxagorea angustifolia ingår i släktet Anaxagorea och familjen kirimojaväxter. Inga underarter finns listade i Catalogue of Life.